# Sisu SA-110
Der Sisu SA-110 war ein 1986 hergestellter Lastkraftwagen-Prototyp des Finnischen Fahrzeugherstellers Sisu Auto. Insgesamt wurden sechs Lkw hergestellt. Die Antriebsformel ist 4×4 und das Fahrzeug ist teils gepanzert.
Die Initiative zur Fahrzeugentwicklung geht auf die finnischen Streitkräfte zurück, die im April 1983 eine Anfrage für einen leichten Offroad-Lkw an Sisu-Auto stellte. Zu diesem Zeitpunkt planten die Streitkräfte 1 000 solcher Fahrzeuge zu kaufen. Sisu-Auto übergab einen der Prototypen zum Testen am Ende des Jahres 1986.

## Technische Daten
Sisu-Auto entschied sich für zwei Motorvarianten: Deutz BF 6 L 913 und Valmet 411 DSJ. Der Valmet 411 DSJ-Motor wurde dabei in vier Fahrzeuge eingebaut. Als Getriebeeinheit kam ein ZF-S5-35/2-Getriebe und ein selbst entworfenes Zweiganguntersetzungsgetriebe zum Einsatz. Die Achsen waren Portalachsen die mit Scheibenbremsen und einer Reifendruckregelanlage ausgestattet waren.
Anders als beim Masi war der Rahmen steif und die Räder übernahmen einen Teil der Federung. Die Vorderachse war mit Schraubenfedern ausgestattet, die Hinterachse mit Parabol-Blattfedern.

## Eigenschaften
Tests zeigten, dass der SA-110 für die gestellten Aufgaben am besten geeignet war. Der Motor startete bei −25 °C. Das Fahrzeug fuhr ohne Probleme in 60 cm tiefem Schnee und 75–85 cm tiefem Wasser. Es konnte auf Hügel mit 30° Steigung klettern und hatte einen Böschungswinkel von 25°. Aufgrund dieser Eigenschaften wurde das Fahrzeug als „Unimog-Killer“ bekannt.
Die Mängel waren eine zu geringe Motorleistung, ein zu niedriges Drehmoment und auch ein zu hoher Geräuschpegel; der höchste gemessene Wert in der Kabine lag bei 88 dB. Der Wendekreis von 9,40 m wurde als zu groß angesehen und die Übersetzungsverhältnisse des 3. und 4. Gangs wurden kritisiert.
Der zu hohe Preis des Fahrzeugs war ein Grund, warum die Serienproduktion nicht begonnen wurde, da die Kosten die des Masi um etwa 85 % beziehungsweise die des Pasi um 50 % übertrafen.